# 白寿彝

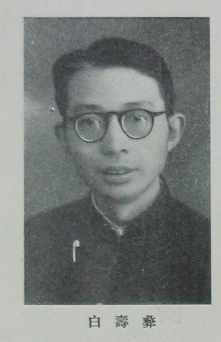
白壽彝

白寿彝（1909年2月19日—2000年3月21日），字肇伦，教名哲玛鲁丁（阿拉伯語：جمال الدين），男，回族，河南开封人，中国马克思主义史学家，回教史专家，1980、1990年代的中国马克思主义史家的代表人物之一。白寿彝关于民族的历史观，对中华人民共和国的历史研究产生了重要影响，至今为中共統治下大一統史觀的治民族史者所推崇、所尊敬。白寿彝也是中华人民共和国最早的历史教材审编组的成员之一，负责中国古代史，翦伯赞則任历史教材审编组组长。

## 生平
白寿彝家住在開封維中前街，是非常典型的回民家庭，他的母親也是一位虔誠的穆斯林。她只要有時間就會帶白壽彝去女寺學習阿拉伯語。1916年，白壽彝七歲開始在私塾學習。1924，十五歲的白壽彝進入開封的聖安德烈中學，但他對教會學校不顧宗教自由控制學生的行為感到不滿，他一度想要退學，但因為父母的要求繼續留下學習。他用了兩年的時間修完了三年的中學課程提前畢業。白壽彝于1929年考入北平燕京大学國學研究所攻读中国哲学史专业，在燕大讀書時認識了從事中國猶太人研究的陳垣。1932年秋以研究朱熹思想的論文順利畢業，回到了開封，準備在國立河南大學謀求教職。1935年他回到北京，放棄編寫哲學史轉而開始研究回教史。毕业后他协助顾颉刚工作，并继承了顾颉刚的领土中国论。白寿彝当时写给顾颉刚的信中所说：“中国史学家的责任，应该是以‘中华民族是一个’为我们新的本国史的一个重要观点，应该是从真的史料上写成一部伟大的书来证实这个观念。”白寿彝自1938年先後任教于云南大学、中央大学学校。1937年出版《中国交通史》（商务印书馆）作为《中国文化史丛书》中的一种，是中国第一部较全面地综合研究中国历代交通史的学术专著。全书分五篇，分述先秦时代、秦汉时代、隋唐宋时代、元明清时代及现代中国之交通，对于交通路线、交通设施、交通工具、交通管理制度均有考述。
1949年起任教于北京师范大学。1951年7月28日，中国史学会正式在北京成立。1954年，中国史学会公布第一届理事会名单，郭沫若担任主席，吴玉章、范文澜担任副主席，白寿彝担任常务理事。史学会成立后，即着手编辑《中国近代史资料丛刊》，白寿彝为总编辑委员之一。后长期负责中国通史的编辑工作。
文化大革命中一度遭受打击，此后重新成为中国史学界的权威。2000年病逝于北京。

## 学术贡献
1999年《中国通史》出齐12卷22册、1400万字，每卷首页都写着“中国哲学社会科学六五期间国家重点项目（十年完成）”。
黎东方教授赞誉此书：「早在二十世纪七十年代末，该社就约请著名历史学家白寿彝先生主编多卷本《中国通史》，穷十余年之功，集众多学者之力，终于在1999年出齐了这套迄今最完整的大型学术性通史著作，代表了当时中国通史研究的最高水平。」
历史学家戴逸说：“白老是老一辈史学家。现已90高龄，可说是鲁殿灵光，岿然屹立，是我们的表率。尤其令我们钦佩的是，以90岁高龄完成《中国通史》巨著。这是一部空前的巨著，是20世纪中国历史学界的压轴之作……它时间跨度最大，从远古时代一直到1949年。它内容最丰富、最全面，也括政治、经济、文化、民族、地理环境、典章制度、科学技术，几乎无所不包。它是真正的通史。”
江泽民贺信中指出：“您在耄耋之年，仍笔耕不已，勤于研究，可谓老骥伏枥，壮心未已。”

## 领土中国论
1951年白寿彝发表的《论历史上祖国国土问题的处理》一文指出，就某一王朝的版图说某一王朝的历史当然是可以的，但是就历代中原王朝的疆域说整个中国的历史便是不恰当的。它限制了中国历史的内容，将中国的历史变成了单独的汉族的历史或汉族统治者的历史，将“汉族”或“汉族统治者”和“中国”之间划上了等号，因此它不可能用以展现中华民族的历史，不可能回答中华民族大家庭的历史的由来。1978年他指出：“中国”的概念几千年来一直在发生变化，但是我们今天讲中国的历史，必须以中华人民共和国的疆域为界，否则一部中国史就成了汉族不断侵略扩张的历史、压迫别人的历史，这不符合历史的实际情况。可取的做法是，不管过去几个政权，凡是中华人民共和国领土上建立的、中华各民族的祖先们曾经从事活动过的事迹和勋业，都应写在中国的历史上，写在这个范围里，否则我们根本无法谈历史上的民族关系。”
白寿彝认为应该消灭以历代皇朝疆域为历代国土范围的史观，用中华人民共和国的国土范围来处理历史上的国土问题。在《关于中国民族关系史上的几个问题——在中国民族关系史座谈会上的讲话》（1981年），《说民族史——在中央统战部、国家民委召开的民族问题五种丛书工作会议上的讲话》（1984年），《关于民族史的工作——在中国民族史学会上的讲话》（1988年）三篇文章中，白寿彝提出了不要把汉族本身的利益作正义的唯一标准，也要把别的民族的利益算在里面。他所主编的《中国通史纲要》用马克思主义观点系统研究中国古代史，摆脱了旧史学的大汉族主义，对清兵入关并没有异族“入侵”，甚至“亡国”的哀叹；相反，明统治者的腐朽，和清创建者的朝气蓬勃，倒使人感到了后者将要取代前者的历史必然性。《纲要》认为商周是奴隶制时期，东周初年和春秋战国是奴隶制向封建制过渡时期，秦汉是封建社会成长时期，而三国、两晋、南北朝、隋唐直到五代、宋元，则是封建社会发展和继续发展时期，到了明清，封建社会便进入了衰老时期。